# Federación Obrera de Magallanes

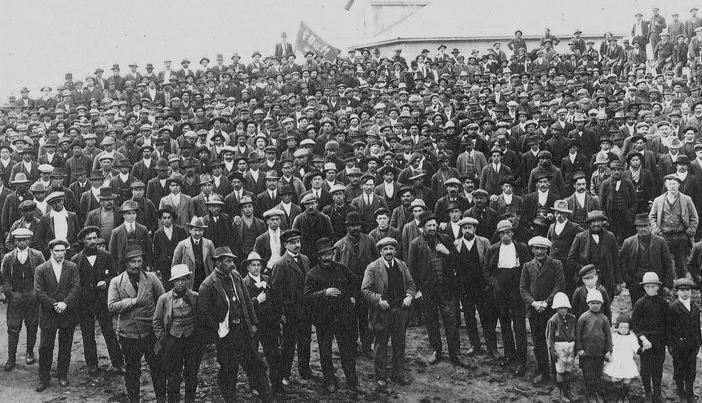
Mitin de la FOM, Punta Arenas c. 1918.

La Federación Obrera de Magallanes (FOM) fue una central sindical chilena fundada por un grupo de obreros ovejeros de las estancias patagónicas, que además contó con la participación de otros sectores obreros —como herreros y trabajadores portuarios y de los frigoríficos—, en Punta Arenas, cabecera del entonces Territorio de Magallanes, y activa entre 1911 y mediados de la década de 1920.

## Historia
Fue fundada en Punta Arenas el 11 de junio de 1911 y se vinculó con la Federación Obrera de Chile (FOCH, 1909-1936). Luego de su serie de conferencias en Punta Arenas, realizada entre mayo y agosto de 1916, el político y sindicalista Luis Emilio Recabarren elogió el desarrollo alcanzado por la FOM en comparación con la FOCH. Políticamente, y pese a las influencias del Partido Obrero Socialista, las ideas anarquistas se arraigaron en la central sindical, y, así, mutó de posiciones socialistas a anarquistas a lo largo del tiempo. Su rival fue el Centro de Resistencia de Oficios Varios (CROV), un movimiento sindical más radical en Punta Arenas.
La FOM organizó a los trabajadores de las plantas de empaque de productos cárnicos y frigoríficos, portuarios y a los obreros ovejeros en las estancias; y editó dos periódicos en su propia imprenta: El Obrero y luego El Trabajo, que circulaba mensualmente en todas las estancias, puertos, talleres y lugares de trabajo de Magallanes y la Patagonia. En 1920, tuvo alrededor de 4000 miembros, cerca de la mitad de la población adulta de Punta Arenas. Además, buscó restringir la venta de alcohol, lideró las primeras luchas obreras en Magallanes y la Patagonia, y promovió entre 1914 y 1916 la formación de la primera sociedad obrera en Río Gallegos (Argentina). Entre fines de 1918 y comienzos de 1919, los miembros de FOM tomaron el control de Puerto Natales durante una huelga general; el levantamiento fue finalmente sofocado por carabineros.

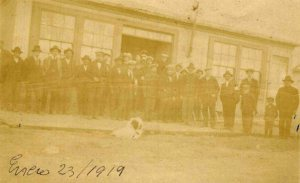
Adherentes de la FOM en Puerto Natales, enero de 1919.

La FOM llegó a tener sedes en Punta Arenas y Puerto Natales, una cuenta corriente, un automóvil y una creciente influencia en los medios obreros, de artesanos y de trabajadores no calificados de la zona austral chilena. La organización alcanzó un gran desarrollo a partir de 1916, cuando adquirió una inspiración anarcosindicalista, lo que motivó la progresiva reacción represiva de la burguesía. En medio de la llamada «guerra de don Ladislao», los sectores conservadores contrarrestaron la influencia de la FOM, que fue acusada de ser dirigida por extranjeros.

### Asalto y destrucción de la sede
En la madrugada del martes 27 de julio de 1920, la sede de la FOM y de El Trabajo fue asaltada e incendiada. Alrededor de las 3:00 AM 10 soldados rodearon el edificio  y abrieron fuego; aquellos que intentaron escapar del edificio fueron muertos en las puertas. Luego incendiaron el edificio, donde el resto de los trabajadores de la FOM murió carbonizado. Más de 30 personas murieron en el asalto e incendio. Posteriormente, algunos líderes de la central sindical fueron arrestados. Sus últimos dirigentes fueron Jorge Olea, Ulises Gallardo, Leopoldo Urquiza y Custodio Vilches. Tras el ataque no fueron publicados los periódicos locales durante 2 días, y al reanudar sus ediciones se les prohibió informar de los hechos ocurridos en la FOM.
El asalto y destrucción de la sede de la FOM implicó una reorientación del movimiento obrero magallánico hacia posiciones socialistas y maximalistas. La central sindicalista siguió activa hasta mediados de la década de 1920. En Punta Arenas en 1927, se fundó el Sindicato Profesional de la Industria Ganadera y Frigorífica como continuación de la FOM.